# Andrzej Rodan
Andrzej Rodan (ur. 14 stycznia 1945 w Łodzi) – polski pisarz, publicysta, filozof, z wykształcenia historyk kultury.

## Życiorys
Jest absolwentem Wydziału Filozoficzno-Historycznego Uniwersytetu Łódzkiego (1968). Jako student był muzykiem jazzowym (trąbka, fortepian), leaderem zespołów dixielandowych (Old Jazz Stompers). Napisał pracę magisterską na temat historii jazzu w Polsce w latach 1918–1939. Doktorant Katedry Historii Kultury Instytutu Historycznego UŁ.
Był m.in. dyrektorem i kierownikiem artystycznym Estrady Łódzkiej (1975–1981), wieloletnim prezesem Stowarzyszenia Muzyki Estradowej (1968–1980), organizatorem Polskich Targów Estradowych (1974–1978), redaktorem naczelnym kwartalnika „Rock-Estrada” (1982–1984), kierownikiem redakcji Agencji Wydawniczej „Varsovia” (1984–1987), kierownikiem artystycznym Agencji Wydawniczej „Sawapress” (1987–1990), redaktorem naczelnym miesięcznika „Sensacje” (1990–1993), redaktorem naczelnym miesięcznika „Ty i Amor”, sekretarzem generalnym zarządu głównego Polskiego Towarzystwa Literatury Sensacyjnej i Rozrywkowej (1987–1990), zastępcą redaktora naczelnego tygodnika „Fakty i Mity”. Był publicystą tygodnika "Faktycznie", w którym pisał stałe felietony pt. "Świat według Rodana". Anna Machenia w latach 2017-2019  zrealizowała cykl 21 krótkich biograficznych filmów o pisarzu. Pisarz w ostatnich latach skoncentrował się na pisaniu „Historii głupoty w Polsce”, której trzy tomy ukazały w latach 2014-2019. W maju 2019 r. ukazała się książka Bohdana Gadomskiego, publicysty tygodnika “Angora”, pt. „Andrzej z piekła Rodan – portret pisarza”. Jest to biografia pisarza, dalszy ciąg pierwszej opublikowanej 10 lat wcześniej pt. „Andrzej Rodan – pisarz zakazany”.

## Twórczości (wybór)

### Powieści
- Okolice porno shopu, 1987 (kolejne wydania: 1989, 1991, 2009)
- Ostatnie dni Sodomy, 1988 (II wyd. 2006)
- Życie seksualne Papagejów, 1989
- Moje życie. Marilyn Monroe, 1991
- Dzikie gęsi, 2005/2006
- Książę i Magdalena, 2001 (II wyd. 2007)
- Styropianowy gang, 2002 (II wyd. 2007)
- Mandaryni, 2003 (II wyd. 2007)
- Disneyland, 2004 (II wyd. 2007)
- Seryjny monogamista, 2003 (kolejne wydania: 2004, 2009)
- Zaklinacz umysłów, 2006
- Diabelskie związki, 2009
- Świat według fejsbuka, czyli Mokre Pyski atakują, 2011
- Świat według fejsbuka. Kazania św. Rodana, 2012
- Pamiętnik Jaćki Bófetowej, 2013
- Smak przeludnionej samotności, 2016

### Literatura historyczna i historiozoficzna
- Dzieci Hitlera, 2005
- Dzieci Stalina, 2006
- Mordercy w habitach, 2006[6]
- Największe zbrodnie Kościoła, t. I-II, 2007–2009

### Literatura popularnonaukowa
- Historia erotyki, 1997
- Życie erotyczne papieży, 2005 (kolejne wydania: 2006, 2007)
- Ewangelia Judasza, 2006
- Biblia szatana według Rodana, 2007 (II wyd. 2009)
- Kryminalna historia Kościoła, t. I-III, 2008–2009
- Historia głupoty w Polsce, 2014
- Historia głupoty w Polsce, t. I-II, 2017, ISBN 978-83-60384-37-4
- Historia głupoty w Polsce, t. III, 2018, ISBN 978-83-60384-38-1

### Antologie
- Diskrete Leidenschaften, red. Wolfgang Jöhling, von Joachim S. Hoffmann, Berlin-Frankfurt Main, 1988
- Sex w literaturze, red. J. Wilmański, 1990

### Inne
- Czemp atakuje, Hurra!, 1990 (mikropowieść dla dzieci)
- Raport, 2000 (o życiu seksualnym Polaków)
- Opowieści biblijne, t. I-II, 2007–2009
- Świat według Rodana, t. I-III, 2008–2009 (wybór felietonów)
- Czy Bóg istnieje?, 2009 (traktat filozoficzny)
- Autobiografia, 2010
- Ziemia utracona, 2019 (scenariusz filmu pełnometrażowego)

## Odznaczenia
- Srebrny Krzyż Zasługi (1974)[1]
- Krzyż Kawalerski Orderu Odrodzenia Polski (1988)[1]
- Odznaka Honorowa Miasta Łodzi (1971)[1]
- Zasłużony Działacz Kultury (1975)[1]

## Rodzina
Syn pisarza Paweł Jóźwiak-Rodan nakręcił film-etiudę szkolną o swoich rozwiedzionych rodzicach Mama, tata, Bóg i Szatan (2008) oraz etiudę dokumentalną Agnieszki tu nie ma (2011) o swojej siostrze przyrodniej. Jest to historia córki z pierwszego związku Andrzeja Rodana, z którą nie miał kontaktu od 29 lat. Żona pisarza: Bogumiła Pawłowska-Rodan, wokalistka, aktorka.